# Ukwi
Ukwi is een dorp in het district Kgalagadi in Botswana. De plaats telt 459 inwoners (2011).